# Gouvernement Pelloux I
Royaume d'Italie
di Rudinì V Pelloux II
Le gouvernement Pelloux I (Governo Pelloux I, en italien) est le gouvernement du royaume d'Italie entre le 29 juin 1898 et le 14 mai 1899, durant la XXe législature.

## Composition
Composition du gouvernement
| Parti | Parti             | Idéologie   | Leader            |
| ----- | ----------------- | ----------- | ----------------- |
|       | Gauche historique | Libéralisme | Giovanni Giolitti |

### Président du conseil des ministres
Luigi Pelloux